# The Draco Tavern
The Draco Tavern de Larry Niven este o colecție de povestiri științifico-fantastice  care a apărut în 2006. Subiectul principal al acestor povestiri îl reprezintă activitățile lui Rick Schumann, un barman al Tavernei Draco. Acțiunea seriei de povestiri The Draco Tavern se petrece într-un univers science fiction mai bizar, descris din perspectiva proprietarului unui bar în care se află mai multe specii de extratereștrii.

## Fundal
Taverna Draco se găsește în Siberia, aproape de portul spațial Mount Forel. Barul a fost creat după ce o rasă de extratereștrii numită Chirpsithra a coborât pe Pământ. Ei au 11 picioare înălțime și exoschelete portocalii. Toți membrii rasei par a fi femele. Dacă oamenii se îmbată cu alcool, la aceștia efectul beției este provocat de curentul electric. Planetele lor de origine sunt mici planete aflate lângă stele de tipul pitică roșie. Caută compania altor ființe simțitoare și sunt foarte inteligenți. Unitățile monetare folosite pentru comerțul cu Chirp-Oamenii sunt numite 'svith' și comercianții sunt menționați în povestirea Cruel and Unusual.
Când au ajuns prima oară pe orbită în jurul Lunii în nave spațiale ca niște baloane și au coborât în Siberia, ei au adus o gazdă de extratereștrii cu dorința de a mânca, bea și a socializa, așa că taverna a fost construită pentru a servi intereselor acestora conflictuale.

## Cuprins
"The Subject is Closed" 

"Grammar Lesson" 

"Assimilating Our Culture, That's What They're Doing" 

"The Schumann Computer" 

"The Green Marauder" 

"The Real Thing" 

"War Movie" 

"Limits" 

"Table Manners" 

"One Night at the Draco Tavern" 

"The Heights" 

"The Wisdom of Demons" 

"Smut Talk"

"Ssoroghod's People" 

"The Missing Mass" 

"The Convergence of the Old Mind" 

"Chrysalis" 

"The Death Addict" 

"Storm Front" 

"The Slow Ones" 

"Cruel and Unusual" 

"The Ones Who Stay Home" 

"Breeding Maze" 

"Playhouse" 

"Lost" 

"Losing Mars" 

"Playground Earth"